# Società Sportiva Nola 1984-1985
Questa voce raccoglie le informazioni riguardanti la Società Sportiva Nola nelle competizioni ufficiali della stagione 1984-1985.

## Stagione
La stagione 1984-1985 è quella che segnò la storica promozione nel calcio professionistico e il ritorno in Serie C a 40 anni di distanza dalla stagione 1946-1947. Il Nola, iscritto nel Girone I di Interregionale, cominciò la stagione con un ruolino di marcia impressionante e sembrava non avere rivali, tanto che dopo 20 giornate era l'unica tra le squadre dei primi cinque livelli della piramide calcistica italiana (all'epoca Serie A, B, C1, C2 e Interregionale) ad essere imbattuta, avendo segnato 39 reti e avendone subite solo 3, con cinque punti di vantaggio sulla seconda. Nelle ultime 10 giornate, invece, il Nola subisce la rimonta del Giugliano che la scavalca in vetta e vince il campionato con 3 punti di vantaggio sui bianconeri che hanno totalizzato 12 punti sui 20 disponibili.
In estate, però, arrivano le sorprese: dapprima è il Giugliano a rinunciare all'iscrizione a causa della difficile situazione debitoria, poi è la Corte di Appello Federale ad estromettere il Giugliano, reo di aver pagato le avversarie del Nola per fermare i bianconeri. La telenovela finirà addirittura all'inizio del successivo campionato, quando il Giugliano, che voleva presentarsi in campo, fu fermato dal vice questore; solo l'intervento del vice questore Del Duca ha impedito ai giuglianesi la trasferta a Cisterna di Latina.
Da notare che in campionato in casa il Nola subì un'unica rete: capitò, per altro, nell'ultima giornata contro il Savoia, a soli 35 minuti dalla fine del campionato, dopo una imbattibilità durata tutta la stagione.

## Organigramma societario
- Presidente: ing. Aniello Taurisano
- Presidente onorario: Francesco Taurisano
- Vice presidenti: Aniello Castaldo e Luigi Napolitano
- Segretario: rag. Salvatore Ruoppo
- Direttore Sportivo: geom. Franco Napolitano
- Allenatore: Elia Greco
- Medico Sportivo: Giuseppe Sasso e Gaetano Profeta
- Sede: Corso Tommaso Vitale, 80035, Nola (NA)

## Divise e sponsor
Oltre alla classica divisa bianconera a strisce, con pantaloncini e calzettoni bianchi, il Nola indossò anche una maglia bianconera a strisce orizzontali.
Lo sponsor era l'Hote Sanremo.

## Rosa
| N. |                      | Ruolo | Calciatore          |
| -- | -------------------- | ----- | ------------------- |
|    | Italia (bandiera)    | A     | Pasquale Angora     |
|    | Italia (bandiera)    | C     | Vincenzo Bellino    |
|    | Italia (bandiera)    | C     | Antonio Bombace     |
|    | Italia (bandiera)    | C     | Corradino Caserta   |
|    | Italia (bandiera)    | C     | Paolo D'Alia        |
|    | Argentina (bandiera) | C     | Osvaldo Dalla Buona |
|    | Argentina (bandiera) | C     | Daniel Delgado      |
|    | Italia (bandiera)    | P     | Angelo Di Giulio    |
|    | Italia (bandiera)    | D     | Catello Farriciello |
|    | Italia (bandiera)    | D     | Massimo Ferraiuolo  |
|    | Italia (bandiera)    | P     | Augusto Giorgio     |

| N. |                   | Ruolo | Calciatore           |
| -- | ----------------- | ----- | -------------------- |
|    | Italia (bandiera) | A     | Elio Grassi          |
|    | Italia (bandiera) | D     | Aniello Iaccarino    |
|    | Italia (bandiera) | C     | Luigi Iodice         |
|    | Italia (bandiera) | D     | Felice Iovino        |
|    | Italia (bandiera) | D     | Gianfranco Lusuardi  |
|    | Italia (bandiera) | D     | Salvatore Mistone    |
|    | Italia (bandiera) | C     | Mauro Ruffelli       |
|    | Italia (bandiera) | C     | Paolo Savini         |
|    | Italia (bandiera) | C     | Salvatore Stefanelli |
|    | Italia (bandiera) | D     | Cesare Ventura       |
|    | Italia (bandiera) | D     | Antonio Vergari      |

## Risultati

### Interregionale

#### Girone di andata
| Arbitro: | Pinna (Cagliari) |

|             |           |  |
| Ventura 69’ | Marcatori |  |

| Arbitro: | Rocchi (Roma) |

|  |           |                                   |
|  | Marcatori | 28’ Angora 51’ Grassi 80’ Mistone |

| Arbitro: | Aceto (Chieti) |

|  |           |                                       |
|  | Marcatori | 4’ Grassi 20’, 78’ Bellini 47’ Savino |

| Arbitro: | De Angelis (Civitavecchia) |

|                       |           |  |
| Grassi 26’ Angora 69’ | Marcatori |  |

| Arbitro: | Del Zombo (San Benedetto del Tronto) |

|           |           |             |
| Calatè 7’ | Marcatori | 32’ Ventura |

| Arbitro: | Pala (Alghero) |

|                                      |           |  |
| Angora 1’, 63’, 87’ Bellini 24’, 55’ | Marcatori |  |

| Arbitro: | Girotti (Bologna) |

|                  |           |              |
| Cappellaccio 49’ | Marcatori | 36’ Ruffelli |

| Arbitro: | Sacchi (Macerata) |

|                                       |           |  |
| Grassi 24’ Dalla Bona 54’ Bellini 82’ | Marcatori |  |

| Nola 18 novembre 1984 9ª giornata | Nola              | 0 – 0 | Boys Caivanese | Stadio Comunale Piazza d'Armi (2500 spett.)\| Arbitro: \| Mariani (Sulmona) \| |
| Arbitro:                          | Mariani (Sulmona) |       |                |                                                                                |

| Arbitro: | Scarcelli (Cosenza) |

|               |           |             |
| Giannelli 10’ | Marcatori | 75’ Bellino |

| Arbitro: | De Angelis (Civitavecchia) |

|  |           |                       |
|  | Marcatori | 32’ Savini 41’ Grassi |

| Arbitro: | Pimpana (Roma) |

|                                |           |  |
| Lusuardi 25’ (rig.) Grassi 87’ | Marcatori |  |

| Policoro 16 dicembre 1984 13ª giornata | Policoro          | 0 – 0 | Nola | \| Arbitro: \| Puglisi (Messina) \| |
| Arbitro:                               | Puglisi (Messina) |       |      |                                     |

| Arbitro: | Salerno (Acireale) |

|                                |           |  |
| Lusuardi 59’ (rig.) Grassi 86’ | Marcatori |  |

| Torre Annunziata 6 gennaio 1985 15ª giornata | Savoia                      | 0 – 0 | Nola | Stadio Giraud\| Arbitro: \| Placanica (Reggio Calabria) \| |
| Arbitro:                                     | Placanica (Reggio Calabria) |       |      |                                                            |

#### Girone di ritorno
| Arbitro: | Remo (Genova) |

|  |           |                        |
|  | Marcatori | 25’ Grassi 28’ Bellino |

| Arbitro: | Rosica (Rimini) |

|                                              |           |  |
| Bellino 17’ Napolitano 35’ (aut.) Grassi 53’ | Marcatori |  |

| Arbitro: | Pala (Alghero) |

|                                             |           |  |
| Lusuardi 69’ (rig.) Ruffelli 71’ Grassi 86’ | Marcatori |  |

| Arbitro: | Aceto (Chieti) |

|  |           |                              |
|  | Marcatori | 44’ Iodice 72’ (rig.) Savini |

| Arbitro: | Cafaro (Grosseto) |

|                 |           |  |
| Grassi 57’, 82’ | Marcatori |  |

| Arbitro: | Dionisi (L'Aquila) |

|                           |           |             |
| Parisi 54’ Paolicelli 82’ | Marcatori | 49’ Caserta |

| Arbitro: | Ambrosio (Padova) |

|            |           |  |
| Iodice 54’ | Marcatori |  |

| Arbitro: | Ravelli (Bergamo) |

|            |           |            |
| Vitale 81’ | Marcatori | 27’ Angora |

| Arbitro: | Capogreco (Catanzaro) |

|                 |           |  |
| Spillabotte 36’ | Marcatori |  |

| Arbitro: | Cafiero (Roma) |

|                           |           |  |
| Grassi 67’ Dalla Bona 85’ | Marcatori |  |

| Arbitro: | Carnigliano (Trapani) |

|                         |           |  |
| Lusuardi 46’ Grassi 70’ | Marcatori |  |

| Acerra 28 aprile 1985 27ª giornata | Acerrana | 0 – 0 | Nola |  |

| Arbitro: | Venni (Livorno) |

|                                  |           |  |
| Grassi 14’, 21’, 87’ Delgado 68’ | Marcatori |  |

| Arbitro: | Arcangeli (Terni) |

|            |           |  |
| Stella 83’ | Marcatori |  |

| Arbitro: | Natilla (Bari) |

|                        |           |                |
| Grassi 35’ (rig.), 55’ | Marcatori | 58’ Fontanella |

### Coppa Italia Dilettanti
| Arbitro: | Canale (Nocera Inferiore) |

|                     |           |             |
| Lusuardi 36’ (rig.) | Marcatori | 80’ Tortora |

| Arbitro: | Vitale (Frattamaggiore) |

|  |           |                     |
|  | Marcatori | 85’ (rig.) Lusuardi |

## Statistiche

### Statistiche di squadra
| Competizione            | Punti | In casa | In casa | In casa | In casa | In casa | In casa | In trasferta | In trasferta | In trasferta | In trasferta | In trasferta | In trasferta | Totale | Totale | Totale | Totale | Totale | Totale | DR  |
| Competizione            | Punti | G       | V       | N       | P       | Gf      | Gs      | G            | V            | N            | P            | Gf           | Gs           | G      | V      | N      | P      | Gf     | Gs     | DR  |
| ----------------------- | ----- | ------- | ------- | ------- | ------- | ------- | ------- | ------------ | ------------ | ------------ | ------------ | ------------ | ------------ | ------ | ------ | ------ | ------ | ------ | ------ | --- |
| Interregionale          | 46    | 15      | 14      | 1       | 0       | 34      | 1       | 15           | 5            | 7            | 3            | 18           | 8            | 30     | 19     | 8      | 3      | 52     | 9      | +43 |
| Coppa Italia Dilettanti | -     | 1       | 0       | 1       | 0       | 1       | 1       | 1            | 1            | 0            | 0            | 1            | 0            | 2      | 1      | 1      | 0      | 2      | 1      | +1  |
| Totale                  | -     | 16      | 14      | 2       | 0       | 35      | 2       | 16           | 6            | 7            | 3            | 19           | 8            | 32     | 20     | 9      | 3      | 54     | 10     | +44 |

### Statistiche dei giocatori
| Giocatore      | Interregionale | Interregionale | Interregionale | Interregionale | Coppa Italia Dilettanti | Coppa Italia Dilettanti | Coppa Italia Dilettanti | Coppa Italia Dilettanti | Totale   | Totale | Totale      | Totale     |
| Giocatore      | Presenze       | Reti           | Ammonizioni    | Espulsioni     | Presenze                | Reti                    | Ammonizioni             | Espulsioni              | Presenze | Reti   | Ammonizioni | Espulsioni |
| -------------- | -------------- | -------------- | -------------- | -------------- | ----------------------- | ----------------------- | ----------------------- | ----------------------- | -------- | ------ | ----------- | ---------- |
| P. Angora      | 20             | 6              | 1+             | ?              | 0                       | 0                       | 0                       | 0                       | 20       | 6      | 1+          | 0+         |
| V. Bellino     | 25             | 8              | 4+             | ?              | 1                       | 0                       | 0                       | 0                       | 26       | 8      | 4+          | 0+         |
| A. Bombace     | 0              | 0              | 0              | 0              | 2                       | 0                       | 1                       | ?                       | 2        | 0      | 1           | 0+         |
| C. Caserta     | 21             | 2              | ?              | ?              | 2                       | 0                       | ?                       | ?                       | 23       | 2      | ?           | ?          |
| P. D'Alia      | 2              | 0              | ?              | ?              | 0                       | 0                       | 0                       | 0                       | 2        | 0      | 0+          | 0+         |
| O. Dalla Buona | 17             | 1              | 3+             | 1+             | 0                       | 0                       | 0                       | 0                       | 17       | 1      | 3+          | 1+         |
| D. Delgado     | 13             | 1              | ?              | ?              | 0                       | 0                       | 0                       | 0                       | 13       | 1      | 0+          | 0+         |
| A. Di Giulio   | 28             | -7             | 3+             | ?              | 2                       | -1                      | ?                       | ?                       | 30       | -8     | 3+          | ?          |
| C. Farriciello | 0              | 0              | 0              | 0              | 2                       | 0                       | ?                       | ?                       | 2        | 0      | 0+          | 0+         |
| M. Ferraiuolo  | 23             | 0              | 1+             | 3+             | 1                       | 0                       | ?                       | ?                       | 24       | 0      | 1+          | 3+         |
| A. Giorgio     | 4              | -2             | ?              | ?              | 0                       | 0                       | 0                       | 0                       | 4        | -2     | 0+          | 0+         |
| E. Grassi      | 29             | 20             | 2+             | ?              | 2                       | 0                       | ?                       | ?                       | 31       | 20     | 2+          | ?          |
| A. Iaccarino   | 29             | 0              | 1+?            | ?              | 2                       | 0                       | ?                       | ?                       | 31       | 0      | 1+          | ?          |
| L. Iodice      | 27             | 2              | 2+             | ?              | 1                       | 0                       | ?                       | ?                       | 28       | 2      | 2+          | ?          |
| F. Iovino      | 0              | 0              | 0              | 0              | 1                       | 0                       | 0                       | 0                       | 1        | 0      | 0           | 0          |
| G. Lusuardi    | 29             | 4              | 1+             | ?              | 2                       | 2                       | ?                       | ?                       | 31       | 6      | 1+          | ?          |
| S. Mistone     | 12             | 1              | ?              | ?              | 2                       | 0                       | ?                       | ?                       | 14       | 1      | ?           | ?          |
| M. Ruffelli    | 25             | 2              | 5+             | ?              | 0                       | 0                       | 0                       | 0                       | 25       | 2      | 5+          | 0+         |
| P. Savini      | 18             | 2              | 2+             | ?              | 1                       | 0                       | ?                       | ?                       | 19       | 2      | 2+          | ?          |
| C. Ventura     | 30             | 2              | 3+             | ?              | 2                       | 0                       | ?                       | ?                       | 32       | 2      | 3+          | ?          |
| A. Vergari     | 18             | 0              | 2+             | ?              | 1                       | 0                       | 0                       | 1                       | 19       | 0      | 2+          | 1+         |